# Ángela Molina

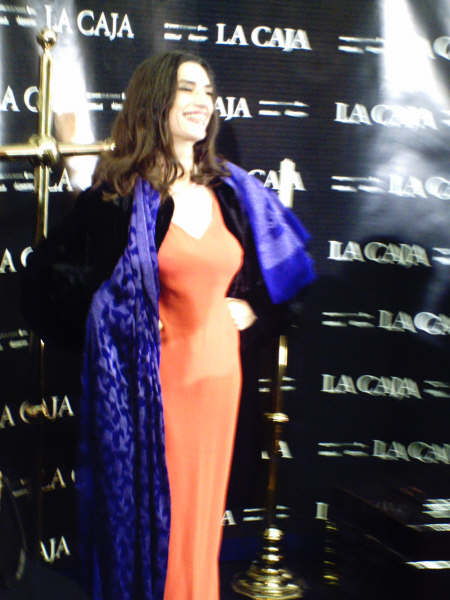
Molina podczas premiery filmu Drewniana skrzynka (2007)

Ángela Molina (ur. 5 października 1955 w Madrycie) – hiszpańska aktorka filmowa i telewizyjna. Znana m.in. z filmów Luisa Buñuela i Pedra Almodóvara.

## Życiorys
Urodziła się jako trzecie z ośmiorga dzieci hiszpańskiego aktora piosenkarza Antonia Moliny (1928–1992). Studiowała balet, taniec hiszpański i dramat na Uniwersytecie w Madrycie (Escuela Superior de Madrid). Pracowała w cyrku we Francji i jako nauczycielka hiszpańskiego tańca klasycznego, zanim pojawiła się po raz pierwszy na kinowym ekranie w dramacie Nie zabijaj (No matarás, 1974). Rok potem wystąpiła w filmie kryminalnym Chronione (Las Protegidas, 1975) i komedii Nie chcę stracić czci (No quiero perder la honra, 1975). 
Międzynarodową sławę zapewniła jej rola Conchity w dramacie Luisa Buñuela Mroczny przedmiot pożądania (Cet obscur objet du désir, 1977). Za postać kelnerki w obrazie Czarna warstwa (Camada negra, 1977) oraz za występ w filmie W sercu lasu (El Corazón del bosque, 1979) odebrała nagrodę Fotogramas de Plata.
Była czterokrotnie nominowana do nagrody Goya: jako Rosa w dramacie Środek nieba (La Mitad del cielo, 1986), za kreację w filmie fantasy Światła i cienie (Luces y sombras, 1988), jako Pepita w filmie muzycznym Chęci rzeczy (Las Cosas del querer, 1989) i za postać w melodramacie Pedro Almodóvara Drżące ciało (Carne trémula, 1997).
Zasiadała w jury sekcji "Cinéfondation" na 51. MFF w Cannes (1998). Przewodniczyła obradom jury konkursu głównego na 49. MFF w Berlinie (1999).
Jest rozwiedziona z Hervé Timarché, z którym ma troje dzieci. W 1995 wyszła za mąż za Leo Blakstada, z którym ma dwoje dzieci.

## Wybrana filmografia

### Filmy kinowe
- 2017: Ostatni garnitur jako Maria
- 2016: Tini: Nowe życie Violetty jako Isabella
- 2015: Sam się nie uratujesz (Nessuno si salva da solo) jako Lea
- 2009: Przerwane objęcia (Los Abrazos rotos)
- 2009: Barbarossa: Klątwa przepowiedni (Barbarossa) jako Hildegarda z Bingen
- 2007: Farma skowronków (La Masseria delle allodole) jako Ismene
- 2006: Nieznajoma (La Sconosciuta) jako Lucrezia
- 2001: Lato Anny (Annas Sommer) jako Anna Kastelano
- 2000: Jeden z hollywoodzkiej dziesiątki (One of the Hollywood Ten) jako Rosaura Revueltas
- 1998: Wiatrem przeminęło z... (El Viento se llevó lo qué) jako María
- 1997: Drżące ciało (Carne trémula), reż. Pedro Almodóvar jako Clara
- 1992: 1492. Wyprawa do raju (1492: Conquest of Paradise) jako Beatrix Enriquez
- 1990: Sandino jako Teresa Villatoro
- 1986: Ulice złota (Streets of Gold) jako Elena
- 1982: Demony w ogrodzie (Demonios en el jardín) jako Ángela
- 1977: Mroczny przedmiot pożądania (Cet obscur objet du désir) jako Conchita

### Filmy TV
- 2010: Gran Reserva jako Sofía Reverte
- 2007: Święta Klara i święty Franciszek (Chiara e Francesco) jako Pica, matka św. Franciszka z Asyżu
- 2006: Święta rodzina (La Sacra famiglia) jako Elżbieta
- 2000: Maria – córka swojego syna (Maria, figlia del suo figlio) jako Maria Magdalena
- 1991: Jaskinia złotej róży (Fantaghirò), reż. Lamberto Bava jako Biała Czarownica
- 1985: Quo Vadis?, reż. Franco Rossi jako Akte